# Bourdeilles
Bourdeilles – miejscowość i gmina we Francji, w regionie Nowa Akwitania, w departamencie Dordogne.
Według danych na rok 1990 gminę zamieszkiwało 811 osób, a gęstość zaludnienia wynosiła 37 osób/km² (wśród 2290 gmin Akwitanii Bourdeilles plasuje się na 513. miejscu pod względem liczby ludności, natomiast pod względem powierzchni na miejscu 464.).